# Thomas Rotter
Thomas Rotter (* 27. Jänner 1992) ist ein österreichischer Fußballspieler.

## Karriere
Rotter begann seine Karriere beim TSV Hartberg. Nachdem er bei den Steirern zuvor diverse Jugendmannschaften durchlaufen hatte, spielte er ab 2007 für die Zweitmannschaft von Hartberg in der fünftklassigen Oberliga. Nach dem Aufstieg spielte man 2008/09 sogar in der Landesliga, aus der man aber direkt wieder abstieg.
Im August 2011 stand er erstmals im Profikader von Hartberg. Im September 2012 gab er sein Debüt in der zweiten Liga, als er am elften Spieltag der Saison 2012/13 gegen den SC Austria Lustenau in der 84. Minute für Thomas Hopfer eingewechselt wurde.
Zu Saisonende hatte Rotter noch einen weiteren Einsatz zu Buche stehen. In der folgenden Saison kam er drei Mal zum Einsatz; 2014/15 ergatterte er einen Stammplatz und kam auf 27 Spiele, in denen er zwei Treffer erzielte. Allerdings stieg Hartberg aus der zweithöchsten Liga ab.
Nach zwei Spielzeiten in der Regionalliga stieg man 2017 wieder in den Profifußball auf. Rotter spielte in der Aufstiegssaison in 27 von 30 Spielen und erzielte dabei sieben Tore. Mit Hartberg konnte er 2018 in die Bundesliga aufsteigen.